# Alphonso Ford
Alphonso Ford (Greenwood, Mississippi, SAD, 31. listopada 1971. – Memphis, Tennessee, SAD, 4. rujna 2004.) je bio američki košarkaš.
Igrao je košarku na sveučilištu Mississippi Valley State University. 1993. su ga izabrali Golden State Warriorsi na draftu 1993. u 2. krugu. Bio je 32. po redu izabrani igrač.

## Vanjske poveznice
- NBA.com